# Aplysinopsis elegans
Aplysinopsis elegans är en svampdjursart som beskrevs av Lendenfeld 1888. Aplysinopsis elegans ingår i släktet Aplysinopsis och familjen Thorectidae.
Artens utbredningsområde är havet kring Australien. Inga underarter finns listade i Catalogue of Life.